# Partido Avellaneda
Avellaneda (argentinische Aussprache: [aβeʒaˈneða]) ist der Name eines Verwaltungsgebiets („Partido“) der argentinischen Provinz Buenos Aires und auch der Name dessen Hauptortes. Es ist Teil des Ballungsraumes von Groß Buenos Aires. Avellaneda ist nicht identisch mit Parque Avellaneda, welches ein Viertel (Barrio) von Buenos Aires ist.
Im 54 km² großen Partido, der Municipalidad de Avellaneda, leben insgesamt rund 330.000 Menschen (2001). Im Jahrzehnt vor dem letzten Berichtszeitraum nahm die Bevölkerung um knapp fünf Prozent ab. In der Hauptstadt Avellaneda sind rund 24.000 Menschen beheimatet.
Praktisch stellt Avellaneda einen industriell orientierten Vorort im Süden der argentinischen Hauptstadt dar. Touristen dürften sich wohl nur in selteneren Fällen angezogen fühlen. Auch ist der am Río de la Plata gelegene Teil, sofern überhaupt zugänglich, aus ökologischen Gründen zum Baden ungeeignet.

## Lage
Avellaneda liegt etwa fünf Kilometer südlich vom Stadtzentrum von Buenos Aires entfernt. Die Grenze zum Hauptstadtdistrikt wird vom äußerst stark umweltbelasteten Riachuelo-Fluss gebildet, der die Grenze zum Viertel La Boca, in früheren Zeiten der Haupthafen von Buenos Aires, darstellt. Daneben grenzt Avellaneda im Osten an den Río de la Plata, im Süden an das Partido Quilmes und im Westen an das Partido Lanús.

## Localidades – Örtlichkeiten
Die Municipalidad de Avellaneda ist in neun Örtlichkeiten, sogenannte Localidades, unterteilt. Hier ist eine Aufstellung mit Angabe der Einwohnerzahlen von 2001:
| Área Reserva Cinturón Ecológico | 3.500  |
| Avellaneda Centro               | 24.000 |
| Crucecita                       | 22.000 |
| Dock Sud                        | 36.000 |
| Gerli                           | 31.000 |
| Piñeyro                         | 27.000 |
| Sarandí                         | 61.000 |
| Villa Domínico                  | 59.000 |
| Wilde                           | 66.000 |

1. ↑  Die Area Reserva Cinturón Ecológico, das „Umweltgürtel-Reservegebiet“, ist essentiell ein um Buenos Aires herumgeführter Bereich, in welchem der Müll der Metropole abgelagert und anschließend begrünt wird.

## Wirtschaft
Avellaneda ist ein Eisenbahnzentrum und einer der wichtigsten Industriestandorte Argentiniens.
Hafenanlagen für primär Küsten- und Flussschifffahrt, Ölraffinerien, Metallverarbeitung, Textilverarbeitung, Fleisch- und Getreideverarbeitung, sowie Märkte für die landwirtschaftlichen Produkte Argentiniens dominieren.

## Wissenschaft und Bildung
Avellaneda hat zwei Universitäten: die Universidad Tecnológica Nacional und die Universidad Nacional La Plata-Avellaneda.

## Geschichte
Der ursprüngliche Name von Avellaneda war Barracas al Sur – Hütten im Süden. 1731 erließen die Behörden eine Anordnung am Südufer des Riachuelo-Flusses, also gegenüber von La Boca, dem seinerzeitigen Haupthafen von Buenos Aires, eine Siedlung zu errichten.
Die daraufhin entstandene Siedlung wurde 1904 zu Ehren des argentinischen Präsidenten Nicolás Avellaneda (Amtszeit: 1874–1880) umbenannt.

## Fußball

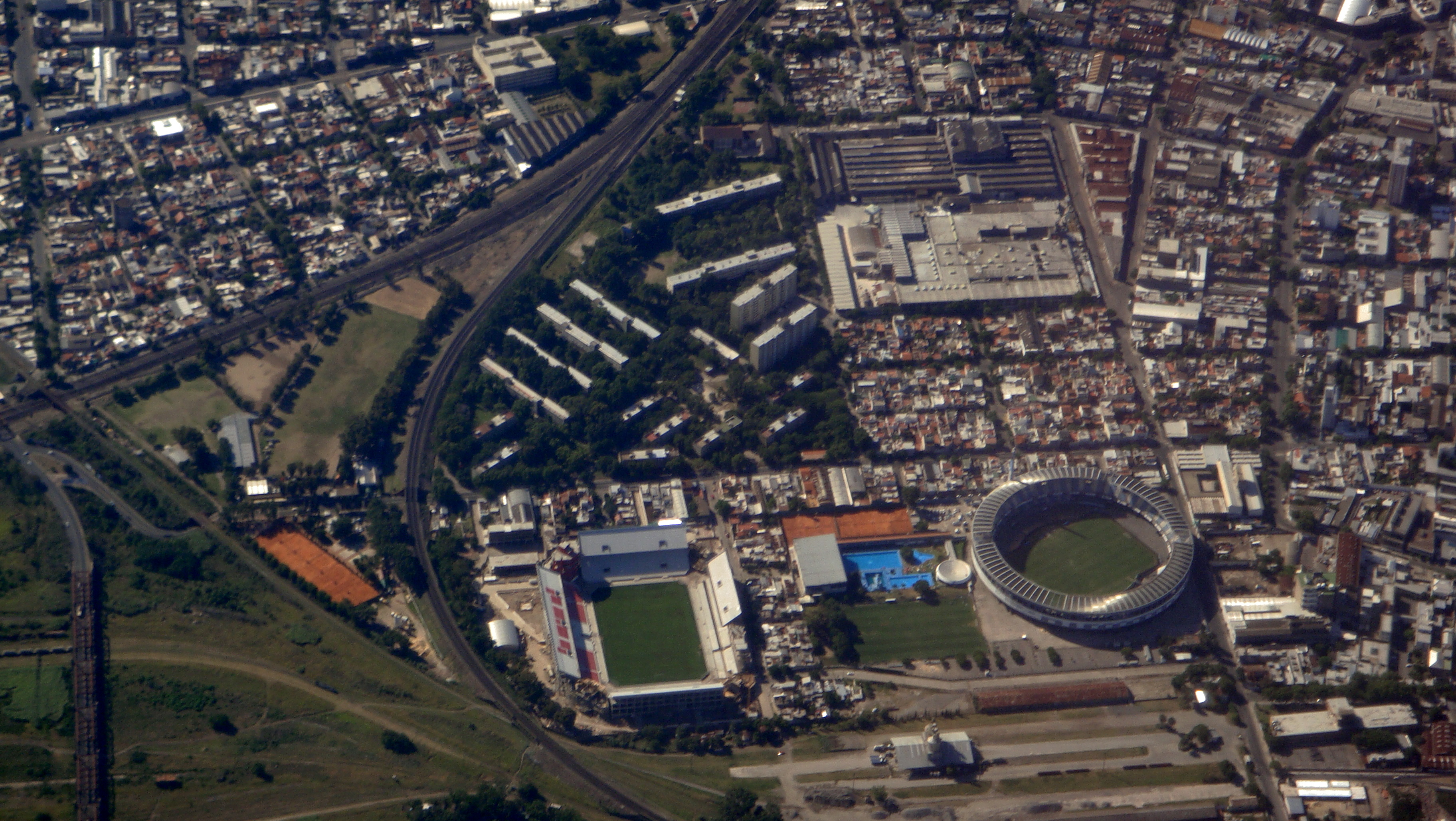
Blick auf die beiden Stadien Doble Visera (links) und den Cilindro (rechts)

Avellaneda ist Heimat von zwei der bedeutendsten Fußballclubs der Welt: CA Independiente und der Racing Club haben insgesamt dreimal den Weltpokal und achtmal die Copa Libertadores de América, den Südamerikapokal, gewonnen.
Independiente spielt im Estadio Libertadores de América, auch bekannt als Doble Visera, welches eine Kapazität von rund 53.000 Zuschauern aufweist. Die Arena von Racing, das El Cilindro genannte Estadio Presidente Perón, fasst knapp 64.000 Menschen. Es ist nur etwa 400 Meter vom Stadion Independientes entfernt.
Neben diesen beiden Vereinen ist auch Arsenal de Sarandí häufiger Teilnehmer am Meisterschaftswettbewerb der ersten argentinischen Fußball-Liga. Club El Porvenir und Sportivo Dock Sud haben lokale Bedeutung und spielen derzeit (2006) in der dritten Spielklasse.

## Städtepartnerschaft
- Terranova da Sibari, Italien

## Persönlichkeiten
- Mumo Orsi (1901–1986), argentinisch-italienischer Fußballspieler
- Adolfo Pedernera (1918–1995), Fußballspieler und -trainer
- Juan Carlos Muñoz (1919–2009), Fußballspieler und -trainer
- Félix Loustau (1922–2003), Fußballspieler und -trainer
- Carlos Najurieta (* 1924), Autorennfahrer
- Julio Grondona (1931–2014), Fußballfunktionär
- Humberto Maschio (1933–2024), argentinisch-italienischer Fußballspieler
- Raúl Bernao (1941–2007), Fußballspieler
- Héctor Yazalde (1946–1997), Fußballspieler
- Carlos Squeo (1948–2019), Fußballspieler
- Roberto Acuña (* 1972), paraguayischer Fußballspieler